# Patrizia de Bernardo Stempel
Patrizia de Bernardo Stempel (Milán, 5 de abril de 1953) es una indoeuropeísta y celtista italiana.

## Biografía
Patrizia de Bernardo nació en 1953 en Milán, donde cursó estudios clásicos en la Universitá degli Studi de Milán y se doctoró en 1977 con la tesis “Sull’espressione del futuro nelle lingue indoeuropee” (Premio “Camillo Giussani” 1986). Continuó sus estudios en la Universidad de Bonn, donde obtuvo en 1985 el doctorado en filología celta y en 1998 la habilitación a cátedra en Lingüística Indoeuropea.
Trabajó en varias posiciones académicas en la Universidad de Bonn, de Bochum, de Düsseldorf, de Maguncia y también de Duisburg antes de incorporarse en 2000 a la Universidad del País Vasco.
Becada en dos ocasiones por la Deutsche Forschungsgemeinschaft, fue profesora visitante en la Universidad de Milán de 1994 a 1997, profesora visitante del Leverhulme Trust en la Universidad de Aberystwyth de 2000 a 2001. Editora de la Zeitschrift für celtische Philologie de 1996 a 2006, colaboró con la Universidad de Texas en Austin de 2005 a 2007 para la publicación de Old Irish Online.
Es “miembro correspondiente” de la Academia Austríaca de Ciencias desde abril de 2011.
Está casada con el profesor Reinhard Stempel desde 1984.

## Obras
Alrededor de doscientas publicaciones en varias lenguas acerca de la diacronía del indoeuropeo y de las lenguas célticas, de textos célticos antiguos y medioevales y de todo tipo de onomástica de stock céltico. 

### Libros
- Muttergöttinnen und ihre Votivformulare: Eine sprachhistorische Studie. Heidelberg, Universitätsverlag Winter 2021.[4]
- Nominale Wortbildung des älteren Irischen: Stammbildung und Derivation. Tübingen, Max Niemeyer 1999; 2ª edición Berlín y Nueva York 2011, De Gruyter.[5]
- Die Vertretung der indogermanischen liquiden und nasalen Sonanten im Keltischen. Innsbrucker Beiträge zur Sprachwissenschaft 54, 1987.[6]

### Artículos
- “A Reassessment of Fingal Rónáin: Theatrical Plot and Classical Origins”. Cambrian Medieval Celtic Studies 72 (2016), 33-71.
- “Tipología de las leyendas monetales célticas. La Península Ibérica y las demás áreas de la Céltica antigua”. In: F. Burillo & M. Chordá (eds.), VII Simposio sobre Celtíberos: Nuevos descubrimientos – Nuevas interpretaciones. Daroca y Zaragoza 2014: Fundación Ségeda and Centro de Estudios Celtibéricos, 185-201.
- “The Phonetic Interface of Word Formation in Continental Celtic”. In: J.L. García Alonso (ed.), Continental Celtic word-formation: the onomastic data. Salamanca 2013: Universidad, 63-83.
- “El tercer Bronce de Botorrita, veinte años después”. Palaeohispanica 13 (2013), 637-660.
- “Luzaga Bronzetafel” en Herwig Friesinger (editor) Lexikon zur kelƟschen Archäeologie. OAW. Viena (2012). pp.1207-1208.
- “El genitivo-ablativo singular del indoeuropeo arcaico: viejas y nuevas continuaciones célticas”. Cuadernos de filología clásica: Estudios griegos e indoeuropeos 21 (2011), 19-43.
- “La ley del 1er Bronce de Botorrita: uso agropecuario de un encinar sagrado”. In: F. Burillo Mozota (ed.), VI Simposio sobre Celtíberos: Ritos y Mitos, Zaragoza 2010: Fundación Ségeda & Centro de Estudios Celtibéricos, 123-145.
- “The Celtic Relative Verb in the Light of Indo-Iranian”. In: B. Huber y otros (eds), Chomolangma, Demawend und Kasbek: Festschrift für Roland Bielmeier, Halle 2008: International Institute for Tibetan and Buddhist Studies, vol. 2, 389-401.
- “Linguistically Celtic ethnonyms: towards a classification”. In: J.L. García Alonso (ed.), Celtic and Other Languages in Ancient Europe, Salamanca 2008: Universidad, 101-118.
- “Pre-Celtic, Old Celtic Layers, Brittonic and Goidelic in Ancient Ireland”. In: P. Cavill & G. Broderick (eds.), Language Contact in the Place-Names of Britain and Ireland, Nottingham 2007: English Place-Name Society, 137-163.
- “Language and the Historiography of Celtic-Speaking Peoples”. In: S. Rieckhoff (ed.), Celtes et Gaulois dans l’histoire, l’historiographie et l’idéologie moderne, Glux-en-Glenne 2006: Bibracte 12/1, 33-56.